# Ballsbridge

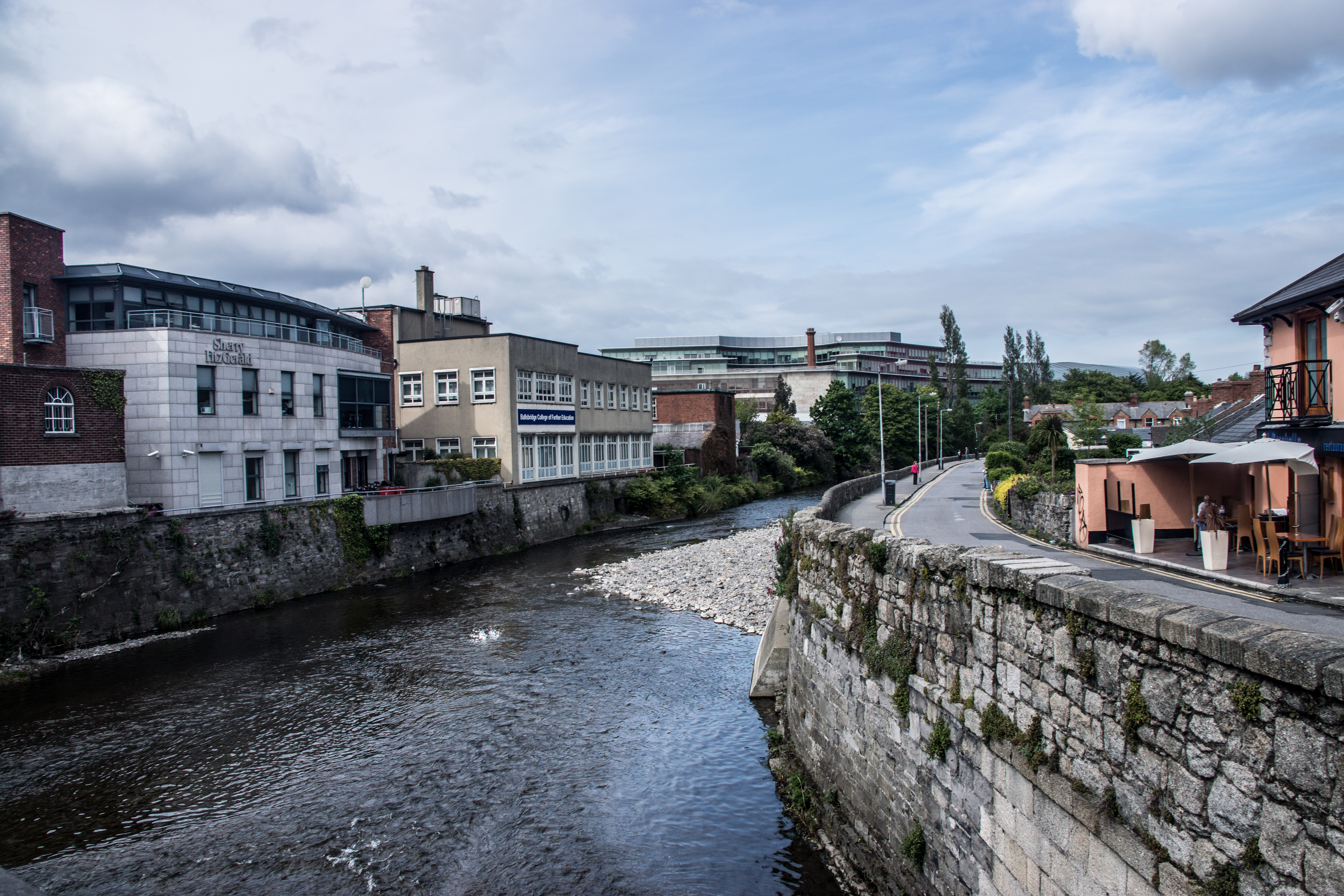
Ballsbridge an der Dodder

Ballsbridge (irisch Droichead na Dothra, „Brücke über die Dodder“) ist ein Stadtviertel im Südosten von Dublin. 

## Lage
Ballsbridge liegt etwa drei Kilometer südsüdöstlich vom Stadtzentrum Dublins. Durch den Stadtteil fließt die Dodder. Umgeben wird Ballsbridge von den Stadtteilen Irishtown, Sandymount, Merrion, Donnybrook und Ranelagh. Durch das Quartier führen die R118 vom Stadtzentrum Dublins nach Merrion (Merrion Road), die R815 nach Donnybrook und die R816. Die Anbindung an den DART ist Landsdowne Road.

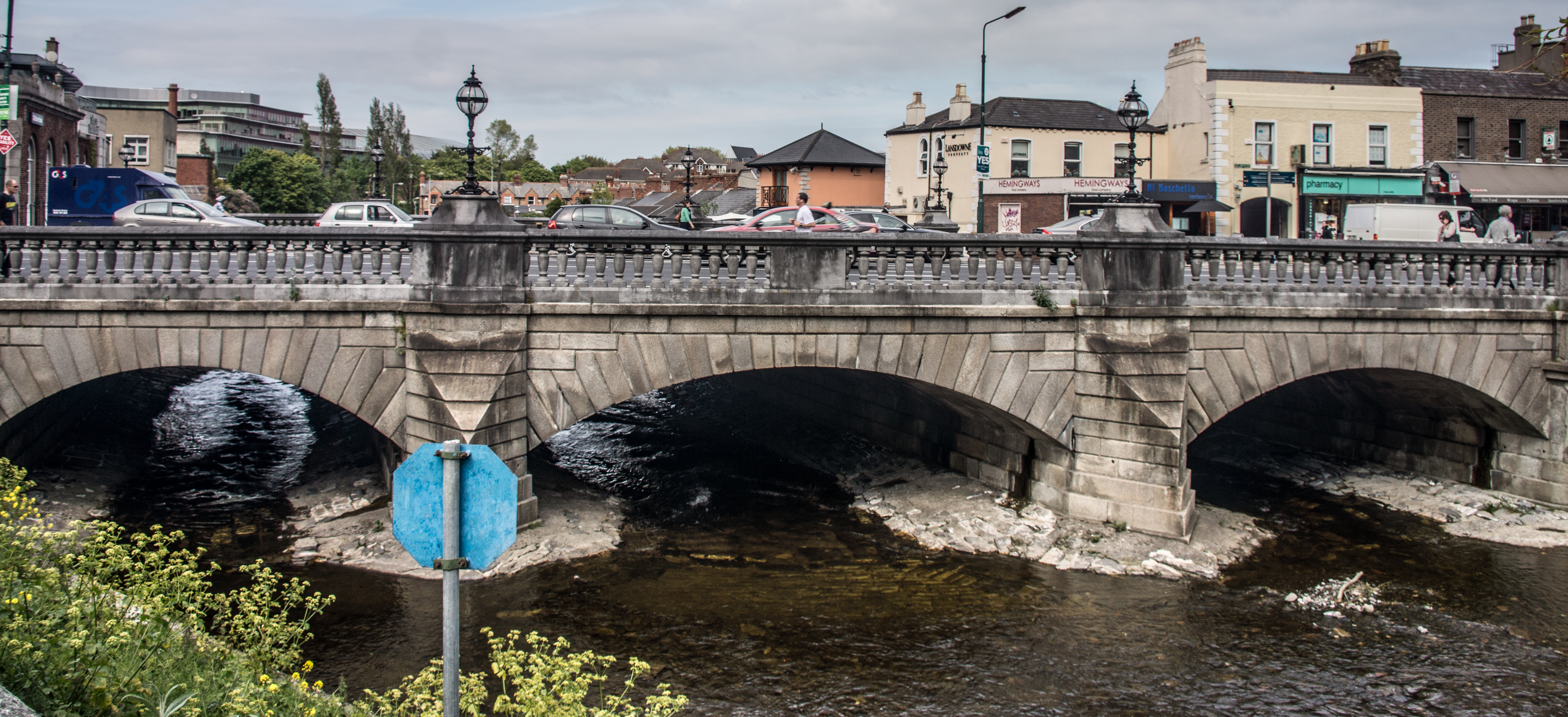
Die namensgebende Ball’s Bridge

## Geschichte
Der irische Namen des Orts geht auf die heutige Brücke über die Dodder von 1791 und deren Vorgänger zurück. Dadurch, dass die Gegend unter der Herrschaft der reichen Kaufmannsfamilie Ball stand, erklärt sich auch der Name Ball’s Bridge. 
Im 18. Jahrhundert handelte es sich bei der Gegend des heutigen Ballsbridge um Marschland. Nur vereinzelt siedelten sich kleinere Industrien wie Leinendruckereien oder eine Pulverfabrik an. 
Ab dem 19. Jahrhundert war der Earl of Pembroke der größte Landeigentümer.
1879 zog die Royal Dublin Society nach Ballsbridge. Das Land wurde nun für eine vorstädtische Wohnsiedlung genutzt. 1903 wurde der 13 Hektar große Herbert Park angelegt, nachdem Sidney Herbert, 14. Earl of Pembroke, das Land an die Stadt abgegeben hatte. 

## Bauwerke
Zahlreiche georgianische, viktorianische oder edwardianische Gebäude sind in Ballsbridge noch zu finden. 
1880 wurde die Pembroke Town Hall als Rathaus für den Pembroke Township, dessen Teil Ballsbridge war, errichtet. 
1955 wurde die US-amerikanische Botschaft erbaut. Weitere Botschaften in Ballsbridge gehören zu den Staaten Italien, Israel, Niederlande, Mexiko, Spanien und zum Vereinigten Königreich.
2010 wurde das Aviva Stadium eröffnet. 
Der Firmensitz der Allied Irish Banks befindet sich in Ballsbridge.

## Persönlichkeiten
- Rita Childers (1915–2010), First Lady Irlands
- Declan Costello (1926–2011), Richter und Politiker (Fine Gael)